# Pixie Paris
Pixie Paris — поп-дуэт, образованный бельгийской певицей Синди Хеннес и швейцарским музыкантом Маттиасом Краутли в 2003 году.

## История
Основатели группы познакомились в 2003 году в Гамбургской высшей школе музыки и театра.
Сингл «I Love You Not Always» стал первым интернет-хитом и был подхвачен немецкими музыкальными радиостанциями.
Дебютный альбом Popnonstop был выпущен в 2013 году. Их песня «Es rappelt im Karton» была использована в начале 2016 года в рекламном ролике Erotikshops Eis и получила на YouTube более 5 миллионов просмотров.

## Дискография
- 2010: Popmusik (Макси-сингл, 105 Music)
- 2013: Popnonstop (Альбом)
- 2013: Ich lieb dich nicht immer (Сингл, Limeroads)
- 2014: Es rappelt im Karton (Сингл, Ultra Records)